# Małżeństwo osób tej samej płci w New Hampshire
Małżeństwa osób tej samej płci są legalne w stanie New Hampshire od 1 stycznia 2010 roku.

## Historia
1 stycznia 2008 roku New Hampshire wprowadziło rejestrowane związki partnerskie. Ustawa, która przyznawała zarejestrowanym parom homoseksualnym wszystkie prawa, jakie mają małżeństwa została przyjęta przez stanową Izbę Reprezentantów 5 kwietnia 2007 roku stosunkiem głosów 243-129, a 26 kwietnia przez Senat stosunkiem głosów 14-10. 31 maja ustawa została podpisana przez gubernatora Johna Lyncha.
26 marca 2009 roku Izba Reprezentantów odrzuciła ustawę legalizującą małżeństwa osób tej samej płci stosunkiem głosów 182-183, ale po chwili kilku deputowanych zmieniło zdanie i zarządzono drugie głosowanie. Tym razem ustawa została uchwalona, stosunkiem głosów 186-179. 29 kwietnia ustawa została zaakceptowana przez Senat, który wniósł do niej poprawki. 6 maja Izba Reprezentantów ponownie przyjęła ustawę wraz z poprawkami Senatu stosunkiem głosów 178-167. 14 maja gubernator Lynch zapowiedział, że podpisze ustawę, jeśli znajdą się w niej przepisy wyraźniej mówiące, że kościoły i inne wspólnoty wyznaniowe mogą odmówić udzielenia małżeństwa, jeśli jest to niezgodne z ich wewnętrznymi regulacjami i nie mogą być za to pozwane do sądu. 20 maja ustawa w zmienionej wersji, uwzględniającej sugestie gubernatora, została zaakceptowana przez Senat (14-10), a następnie niespodziewanie odrzucona przez Izbę Reprezentantów (186-188). Izba, stosunkiem głosów 173-202, odrzuciła wniosek o ostateczne odrzucenie ustawy. Następnie zwróciła się do Senatu o rozmowy w tej kwestii. 29 maja wspólna komisja obu izb stanowej legislatury wypracowała kompromisowy projekt ustawy. 3 czerwca została ona ostatecznie uchwalona przez Senat (14-10), a następnie przez Izbę Reprezentantów (198-176). Jeszcze tego samego dnia ustawa została podpisana przez gubernatora. Nowe prawo weszło w życie 1 stycznia 2010 roku. Tego samego dnia zniknęła możliwość zawarcia związku partnerskiego. Do końca 2010 roku stan będzie uznawał związki partnerskie zawarte do końca 2009 roku. Pary będące w takim związku mogły przekształcić swój związek w małżeństwo. 1 stycznia 2011 roku wszystkie funkcjonujące związki partnerskie zostały automatycznie przekształcone w małżeństwa.

## Opinia publiczna
Z sondażu przeprowadzonego w dniach 13-22 kwietnia 2009 wynika, że 55% mieszkańców New Hampshire popiera legalizację małżeństw osób tej samej płci, a 39% jest przeciw.